# John Loder (actor)
John Loder (3 de enero de 1898-26 de diciembre de 1988) fue un actor cinematográfico angloestadounidense. 

## Primeros años
Su verdadero nombre era William John Muir Lowe, y nació en Londres, Inglaterra. Su padre era el General W. H. M. Lowe, el oficial a quien Patrick Pearse, líder del Alzamiento de Pascua ocurrido en Dublín, Irlanda, se rindió. Tanto el General Lowe como su hijo estaban presentes cuando se produjo la rendición de Pearse.
Loder estudió en el Colegio Eton y en la Real Academia de Sandhurst, siguiendo los pasos de su padre en el ejército, siendo destinado al Regimiento de Caballería 15th Hussars con el empleo de alférez el 17 de marzo de 1915, sirviendo en la Batalla de Galípoli. Desde el 21 de abril de 1916 hasta primeros de mayo permaneció en Irlanda, pasando después a Rouen, Francia, con su regimiento. Intervino en la Batalla del Somme y fue tomado prisionero por los alemanes el 21 de marzo de 1918 en la población de Roisel, siendo llevado a la prisión de Le Cateau-Cambrésis, y después en tren al primero de varios campos de prisioneros en Rastatt, en Baden (Alemania). Tras ser liberado, permaneció en Alemania en nuevos cometidos militares para la Comisión de Control Militar Inter-Aliada en Breslavia y Alta Silesia.

## Carrera
Tras dejar la caballería se dedicó a los negocios con un amigo alemán, Walter Becker, fundando una empresa de encurtidos en Potsdam. Más adelante Loder empezó a interesarse en la interpretación, haciendo pequeños papeles en unos pocos filmes alemanes de los Estudios Templehof, y siendo empleado por Alexander Korda. Loder dejó Alemania y, tras una breve estancia en Inglaterra, viajó a Estados Unidos en el SS Île de France para probar suerte en Hollywood con el nuevo medio de la época, el cine sonoro. Así, actuó en The Doctor's Secret, la primera película hablada de Paramount Pictures, aunque su fuerte personalidad inglesa le impidió conseguir grandes éxitos, motivo por él que se fue de nuevo a Inglaterra, donde actuó en producciones musicales y de intriga tales como Love Life, Laughter y Sabotage. En 1937 hizo uno de los primeros papeles masculinos en King Solomon's Mines
Con el inicio de la Segunda Guerra Mundial volvió a Estados Unidos, donde hizo carrera en el cine de serie B, con ocasionales actuaciones teatrales en el circuito de Broadway. De vez en cuando también hacía papeles como actor de reparto en películas de clase 'A', como fue el caso de ¡Qué verde era mi valle!. Su última actuación en la pantalla tuvo lugar en 1971.
En 1947 Loder se hizo ciudadano estadounidense, y en 1959 fue ciudadano naturalizado del Reino Unido, pues se encontraba en una situación de "nacionalidad incierta".

## Vida personal
Loder se casó cinco veces. Dos de sus esposas fueron actrices: la francesa Micheline Cheirel (casados desde 1936 a 1941, ella se casó más tarde con Paul Meurisse), y la austriaca nacionalizada estadounidense Hedy Lamarr (casados desde 1943 a 1947). Con Lamarr tuvo dos hijos, Denise (nacida en 1945) y Anthony (1947). Loder adoptó al niño que Lamarr había adoptado durante su breve matrimonio con el guionista estadounidense Gene Markey, llamado James. 
Sus otras esposas fueron Sophie Kabel, Evelyn Auff Mordt, y la heredera argentina Alba Julia Lagomarsino, su última mujer, con la que vivió en el rancho de ganado de 25.000 acres que ella poseía en Argentina, pasando la pareja mucho tiempo en el Club Jockey de Buenos Aires. Tras divorciarse en 1972 Loder volvió a Londres y residió durante unos años en una casa enfrente de Harrods. Pasados los ochenta años de edad, su salud se deterioró, y fue admitido en 1982 en la Distressed Gentlefolks Aid Association's Nursing Home en Vicarage Gate, Kensington, donde fue cuidado, y de donde salía una vez a la semana para acudir al Club Bucks, en Mayfair, a almorzar. 
John Loder falleció en Londres en 1988, a los 90 años de edad. Sus restos fueron incinerados. En 1977 se publicó su autobiografía, Hollywood Hussar.

## Selección de su filmografía
- Dancing Mad (1925)
- Madame Wants No Children (1926)
- The Last Waltz (1927)
- The First Born (1928)
- Lilies of the Field (1930)
- Seas Beneath (Mar de fondo) (1931)
- On the Loose (1931)
- You Made Me Love You (1933)
- Lorna Doone (1934)
- Rolling in Money (1934)
- My Song Goes Round the World (1934)
- Thunder in the East (1934)
- Warn London (1934)
- The Silent Passenger (1935)
- It Happened in Paris (Sucedió en París) (1935)
- Guilty Melody (1936)
- The Man Who Changed His Mind (El hombre que trocó su mente) (1936)
- Sabotage (1936)
- Doctor Syn (1937)
- Katia (1938)
- Anything to Declare? (1938)
- The Silent Battle (1939)
- Murder Will Out (1940)
- Threats (1940)
- Tin Pan Alley (1940)
- Adventure in Diamonds (1940)
- Meet Maxwell Archer (1940)
- Qué verde era mi valle (1941)
- Gentleman Jim (1942)
- Passage to Marseille (Pasaje para Marsella) (1944)
- The Hairy Ape (Pasión salvaje) (1944)
- Abroad with Two Yanks (1944)
- The Brighton Strangler (1945)
- Jealousy (1945)
- A Game of Death (1945)
- Woman Who Came Back (1945)
- The Fighting Guardsman (1946)
- The Wife of Monte Cristo (1946)
- One More Tomorrow (1946)
- Dishonored Lady (1947)
- Woman and the Hunter (1957)
- The Story of Esther Costello (La historia de Esther Costello) (1957)
- Small Hotel (1957)
- Gideon's Day (1958)
- The Secret Man (1958)
- Allá donde el viento brama  (1963)
- The Firechasers (1971)